# Monica Macovei
Monica Luisa Macovei (phát âm tiếng Romania: [moˈnika makoˈvej]; sanh ngày 4 tháng 2 năm 1959) là một chính trị gia người Romania, luật sư và cựu kiểm sát viên, hiện thời là thành viên của Nghị viện châu Âu của đảng Nhân dân Âu châu, cựu đảng viên đảng Dân chủ Cấp tiến Romania. Bà được chọn làm bộ trưởng bộ Tư pháp Romania trong nội các đầu tiên của thủ tướng Călin Popescu-Tăriceanu. Trong chức vụ đó bà được công nhận là đã có công lớn trong việc đổi mới nền tư pháp được đòi hỏi ở Romania để trở thành một thành viên của Liên minh Âu châu. Macovei cũng đang tranh cử với tư cách là một ứng cử viên độc lập trong cuộc bầu cử tổng thống Romania 2014.

## Tiểu sử
Macovei sống với ông bà, một gia đình sùng đạo, trong 7 năm đầu tại một làng ở Sângeorz-Băi (Sankt Georgen) thuộc Bistriţa-Năsăud (hạt).

## Sự nghiệp ban đầu
Monica Macovei tốt nghiệp năm 1982 với bằng danh dự tại phân khoa Luật thuộc đại học Bucharest; 1994 được bằng thạc sĩ về luật Hiến pháp của Đại học bang New York/Đại học Trung Âu Budapest. Bà có một thời là giảng viên tại đại học Bucharest. Bà cũng là tác giả của một số cuốn sách và bài viết về các đề tài luật pháp và nhân quyền.
Macovei đã là một kiểm sát viên từ 1983 cho tới 1997, dưới chế độ Cộng sản (chịu trách nhiệm cho khu vực Nhà ga Bắc Bucharest hầu như chỉ điều tra các vụ trộn cắp hành lý) và hậu Cộng sản Romania, đã từ chức sau một cuộc điều tra bởi viện kiểm sát buộc tội bà " Lập đi lập lại sao lãng và trì hoãn trong việc giải quyết một số các vụ án". Từ 1997 cho tới 2004 bà là luật sư tại Bucharest, làm việc cho các tổ chức nhân quyền và được ủy nhiệm của Ủy hội châu Âu cố vấn các chính phủ về vấn đề cải tổ tư pháp.
Macovei đã hỗ trợ các nhóm LGBT trong việc dẹp bỏ điều luật 200, một trong những điều luật cuối cùng tại Âu châu về kê dâm. Trong thời gian là bộ trưởng bộ Tư pháp, Macovei đã cn thiệp vào tháng 5 năm 2005 để bảo đảm là nhóm tranh đấu cho quyền lợi những người LGBT có thể tổ chức cuộc diễn hành pride parade đầu tiên tại Romania, Bucharest GayFest, sau khi •toà thị chính của thành phố Bucharest đã từ chối không cho phép nhóm này diễu hành.

## Bộ trưởng bộ Tư pháp
Macovei được chỉ định làm Bộ trưởng bộ Tư pháp vào tháng 12 năm 2004, theo sau cuộc chiến thắng bất ngờ của lãnh tụ đảng Dân chủ (PD) Băsescu trong vòng thứ nhì cuộc bầu cử tổng thống đối đầu với ứng cử viên đảng Xã hội Dân chủ Adrian Năstase. Chiến thắng của Băsescu được truyền thông xem là "Cách mạng Cam" của Romania, so sánh chiến thắng của phe cải tổ ở Romania với các biến cố tại nước lân cận Ukraina vào lúc đó. Nó cũng nói đến màu cam được dùng bởi phe chiến thắng, Liên minh Sự thật và Công lý, mà gồm có đảng PD và đảng Quốc gia Cấp tiến Romania được lãnh đạo bởi Calin Popescu-Tăriceanu. Những tổ chức Xã hội Dân sự độc lập đã đóng một vai trò quan trọng trong việc giành được chiến thắng bởi Liên minh Sự thật và Công lý, và việc chỉ định Macovei được xem như là việc thừa nhận của những đóng góp này. Là một nhà hoạt động mà đã dùng phần lớn sự nghiệp của mình kêu gọi sửa đổi ngành Tư pháp ở Romania, bà cũng được xem là thích hợp để thi hành những cải tổ rộng rãi cũng như là gia tăng những nỗ lực chống tham nhũng của những giới cao cấp, cả hai là những đòi hỏi để được gia nhập vào Liên minh Âu châu. Chống tham nhũng cũng là một trong những đề tài quan trọng trong cuộc bầu cử quốc hội và Tổng thống 2004.
Ngay sau khi được chỉ định, Macovei cho biết, chống tham nhũng sẽ là một trong những vấn đề ưu tiên hàng đầu của bộ Tư pháp đưới sự lãnh đạo của bà.
Nhiều hành động Macovei với tư cách là bộ trưởng có mục đích là loại bỏ những tàn tích Cộng sản từ hệ thống Tư pháp Romania. Bà đã giải tán cơ quan an ninh chìm của bộ Tư pháp mà vẫn tiếp tục hoạt động sau khi chế độ Cộng sản sụp đổ. Cơ quan này nghe lén cả các thẩm phán và thu nhập các tin tức khác, mà bà Macovei cho biết, "chúng tôi thực sự không biết là nó chấm dứt ở đâu và với ai." Bà cũng cho thiết lập những biện pháp mới để xem xét quá khứ của các thẩm phán và các nhân viên kiểm sát để khẳng định xem họ có làm việc cho cơ quan an ninh Securitate cũ và cho thôi việc những người đã hoạt động cho cơ quan này. Macovei đã củng cố những luật lệ để hủy bỏ những đặc quyền không bị truy tố của các bộ trưởng cũ và các nhân viên cao cấp và đưa việc trốn thuế thành tội phạm hình sự. Bà đã cho tăng lương các thẩm phán và các kiểm sát viên để họ đỡ bị mua chuộc.
Macovei cũng có công trong việc làm năng động cơ quan Quốc gia bài chống tham nhũng (DNA), mà đã hình thành từ nhiều năm trước để điều tra và truy tố những vụ tham nhũng lớn và những vụ có dính líu tới các đại biểu Quốc hội và các nhân viên cao cấp của chính quyền. Macovei đã chỉ định một giám đốc mới cho cơ quan này, kiểm sát viên Dan Morar, mà dưới sự lãnh đạo của ông, DNA đã truy tố chủ tịch Hạ nghị viện Romania và cựu thủ tướng Adrian Năstase, viên chức cao cấp nhất mà bị truy tố trong một vụ tham nhũng trong lịch sử hậu Cộng sản Romania. DNA cũng đã truy tố 8 đại biểu của Quốc hội, hai bộ trưởng trong chính phủ hiện thời, 9 thẩm phán và kiểm sát viên, cùng 70-80 nhân viên cảnh sát và quan thuế.
Thủ tướng Popescu-Tăriceanu đã loại bỏ Macovei vào ngày 2 tháng 4 năm 2007, trong lúc ông cải tổ nội các chủ yếu là loại trừ đảng Dân chủ của tổng thống Traian Băsescu, người mà ông đã có những mối thù hận kéo dài và sôi động.
Truyền thông quốc tế xem việc cải tổ nội các và việc loại trừ Macovei tiêu biểu cho việc kết thúc những nỗ lực cải tổ của Romania mà đã diễn ra trong suốt 2 năm trước đó để được nhận vào Liên minh âu châu.

### Xung đột với Quốc hội
Cùng khoảng thời gian đó, Macovei thường phải tranh đấu với quốc hội Romania về những sáng kiến chống tham nhũng của bà. Các đại biểu đối lập thường buộc tội bà lạm dụng quyền lực, trong khi Macovei thì cho rằng các đại biểu tìm cách cản trở các cải tổ tư pháp và các nỗ lực chống tham nhũng để bảo vệ quyền lợi riêng của họ. Trong năm 2006, Quốc hội bỏ phiếu ngăn cản một biện pháp bởi Macovei để giữ DNA hoạt động như là một cơ quan độc lập Tuy nhiên tổng thống Băsescu đã phủ quyết hành động của quốc hội, và sau khi bị áp lực quốc tế cùng với những đàm phán chính trị, cuối cùng Quốc hội đã bỏ phiếu chấp nhận những biện pháp sửa đổi để duy trì quyền thế và sự độc lập của DNA. Nhà phê bình chính trị độc lập Cristian Pârvulescu cho là cuộc bầu phiếu để kiểm soát DNA ảnh hưởng từ số lượng điều tra chống tham nhũng phát khởi bởi DNA dưới quyền của Macovei.
Macovei đối đầu với những chống đối tương tự trong những nỗ lực để tạo ra cơ quan National Integrity Agency (ANI) để kiểm soát tài sản của các đại biểu và bộ trưởng và điều tra những xung đột về lợi ích có thể xảy ra. Tuy nhiên dự luật bị thay đổi và làm yếu đi.
Vào tháng 10 năm 2006, Macovei chỉ định luật sư Laura Kövesi, 33 tuổi, làm tổng kiểm sát viên Trong tháng 2 năm 2007, tuy nhiên ủy ban Tư pháp của thượng viện Romania đã bỏ phiếu tước quyền của bộ trưởng Tư pháp được chỉ định tổng kiểm sát viên. Macovei nói, biện pháp của thượng viện, nếu được chấp nhận bởi toàn quốc hội, sẽ làm trở ngại khả năng của chính phủ trong cuộc chiến chống tham nhũng vì vị tổng kiểm sát viên là nhân vật chính trong nỗ lực đó.